# Награды Московской области
Награды Московской области — награды субъекта Российской Федерации установленные законом Московской области от 24 июля 2014 года № 104/2014-ОЗ «О наградах Московской области» и ранее действовавшие упраздённые награды, учреждённые Правительством Московской области, согласно Закону Московской области от 22 декабря 2006 года № 243/2006-ОЗ «О наградах Московской области».
Награды предназначены для поощрения работников учреждений, организаций и предприятий Московской области, военнослужащих, сотрудников силовых ведомств, а также иных граждан Российской Федерации и граждан иностранных государств, за заслуги перед Московской областью.

## Перечень наград

### Высшая награда
| Изображение награды | Наименование награды                                                                                       | Дата учреждения   | Правила награждения | Источник                                                                                    |
| ------------------- | --- | ----------------- | --- | ------------------------------------------------------------------------------------------- |
|                     | Почётное звание «Почётный гражданин Московской области» --- (Знак «Почётный гражданин Московской области») | 10 июля 2014 года | Почётное звание присваивается за исключительные заслуги в социально-экономическом развитии Московской области, в деле защиты прав человека, охраны жизни и здоровья людей, в укреплении мира и согласия в обществе, за деятельность, способствующую процветанию Московской области, повышению её авторитета в Российской Федерации и за пределами Российской Федерации. Почётное звание не может быть присвоено Губернатору Московской области, депутату Московской областной Думы, иным лицам, замещающим государственные должности Московской области, муниципальные должности Московской области в течение срока их полномочий. Лицу, замещавшему одну из указанных должностей, почётное звание «Почётный гражданин Московской области» может быть присвоено не ранее чем через пять лет после завершения срока его полномочий. | Закон Московской области от 24 июля 2014 года № 104/2014-ОЗ «О наградах Московской области» |

### Знаки
| Изображение награды | Наименование награды                                    | Дата учреждения      | Правила награждения | Источник                                                                                        |
| ------------------- | ------------------------------------------------------- | -------------------- | --- | ----------------------------------------------------------------------------------------------- |
|                     | Знак князя Ивана Калиты                                 | 10 июля 2014 года    | Знаком князя Ивана Калиты награждаются за особые заслуги в социально-экономическом развитии Московской области | Закон Московской области от 24 июля 2014 года № 104/2014-ОЗ «О наградах Московской области» --- |
|                     | Знак «За заслуги перед Московской областью» I степени   | 25 декабря 2014 года | Знаком награждаются лица за заслуги в социально-экономическом развитии Московской области, культурной, общественной и благотворительной деятельности, направленной на улучшение условий жизни населения Московской области, а также за исключительные спортивные достижения.     | Закон Московской области от 24 июля 2014 года № 104/2014-ОЗ «О наградах Московской области»     |
|                     | Знак «За заслуги перед Московской областью» II степени  | 25 декабря 2014 года | См. «Правила награждения знаком «За заслуги перед Московской областью» I степени». | Закон Московской области от 24 июля 2014 года № 104/2014-ОЗ «О наградах Московской области»     |
|                     | Знак «За заслуги перед Московской областью» III степени | 25 декабря 2014 года | См. «Правила награждения знаком «За заслуги перед Московской областью» I степени». | Закон Московской области от 24 июля 2014 года № 104/2014-ОЗ «О наградах Московской области»     |
|                     | Знак «Материнская слава»                                | 10 июля 2014 года    | Знаком награждаются женщины, имеющие место жительство и постоянно проживающие в Московской области не менее пяти лет, родившие (усыновившие, удочерившие) и достойно воспитывающие пять и более несовершеннолетних детей, местом жительства которых является Московская область. | Закон Московской области от 24 июля 2014 года № 104/2014-ОЗ «О наградах Московской области» --- |
|                     | Знак преподобного Сергия Радонежского                   | 10 июля 2014 года    | Знаком награждаются лица за особо плодотворную государственную, благотворительную и общественную деятельность на благо Московской области. | Закон Московской области от 24 июля 2014 года № 104/2014-ОЗ «О наградах Московской области» --- |
|                     | Знак «За доблесть и мужество»                           | 10 июля 2014 года    | Знаком награждаются за смелые и решительные действия, совершенные на территории Московской области при выполнении воинского, гражданского, служебного долга, а также при спасении людей во время стихийных бедствий, пожаров, катастроф и других чрезвычайных ситуаций.          | Закон Московской области от 24 июля 2014 года № 104/2014-ОЗ «О наградах Московской области» --- |

### Почётные звания
| Изображение награды | Наименование награды                                                                | Дата учреждения      | Правила награждения | Источник                                                                                    |
| ------------------- | ----------------------------------------------------------------------------------- | -------------------- | --- | ------------------------------------------------------------------------------------------- |
|                     | Почётные звания Московской области --- (Знак к Почётному званию Московской области) | 25 декабря 2014 года | Почётные звания Московской области устанавливаются для поощрения граждан за высокое профессиональное мастерство и многолетний добросовестный труд. В число Почётных званий Московской области входят: - «Заслуженный деятель науки Московской области»; - «Заслуженный артист Московской области»; - «Заслуженный архитектор Московской области»; - «Заслуженный работник бытового обслуживания населения Московской области»; - «Заслуженный работник дорожного хозяйства Московской области»; - «Заслуженный работник жилищно-коммунального хозяйства Московской области»; - «Заслуженный работник здравоохранения Московской области»; - «Заслуженный работник культуры Московской области»; - «Заслуженный работник образования Московской области»; - «Заслуженный работник охраны окружающей среды Московской области»; - «Заслуженный работник печати Московской области»; - «Заслуженный пожарный Московской области»; - «Заслуженный работник промышленности Московской области»; - «Заслуженный работник связи Московской области»; - «Заслуженный работник сельского хозяйства Московской области»; - «Заслуженный работник социальной защиты населения Московской области»; - «Заслуженный спасатель Московской области»; - «Заслуженный строитель Московской области»; - «Заслуженный работник торговли Московской области»; - «Заслуженный работник транспорта Московской области»; - «Заслуженный работник физической культуры, спорта и туризма Московской области»; - «Заслуженный экономист Московской области»; - «Заслуженный энергетик Московской области»; - «Заслуженный юрист Московской области». | Закон Московской области от 24 июля 2014 года № 104/2014-ОЗ «О наградах Московской области» |

## Знаки Губернатора
| Изображение награды | Наименование награды                                                              | Дата учреждения                                     | Правила награждения | Источник |
| ------------------- | --------------------------------------------------------------------------------- | --------------------------------------------------- | --- | --- |
|                     | Знак Губернатора Московской области «За вклад в развитие Московской области»      | 24 июня 2009 года                                   | Знаком Губернатора Московской области «За вклад в развитие Московской области» награждаются юридические и физические лица за плодотворную деятельность, направленную на социально-экономическое и культурное развитие Московской области. Удостоенным знака Губернатора Московской области «За вклад в развитие Московской области» вручается нагрудный знак и удостоверение к нему. | Постановление Губернатора Московской области от 24 июня 2009 года № 80-ПГ «Об учреждении знака Губернатора Московской области «За вклад в развитие Московской области» --- |
|                     | Знак Губернатора Московской области «За полезное»                                 | 8 октября 2007 года                                 | Знаком Губернатора Московской области «За полезное» награждаются граждане за высокие достижения в производственной, научно-исследовательской, социально-культурной, общественной, благотворительной и иной деятельности, направленной на улучшение условий жизни людей. Удостоенным знака Губернатора Московской области «За полезное» вручается нагрудный знак и удостоверение к нему. | Постановление Губернатора Московской области от 8 октября 2007 года № 148-ПГ «О знаках Губернатора Московской области» --- Положением о знаке Губернатора Московской области «За полезное» --- |
|                     | Знак Губернатора Московской области «Благодарю»                                   | 8 октября 2007 года                                 | Знаком Губернатора Московской области «Благодарю» награждаются граждане и организации за высокие достижения в труде, развитии внешнеэкономических связей, осуществление общественной, благотворительной и иной деятельности во благо населения Московской области. Удостоенным знака Губернатора Московской области «Благодарю» вручается нагрудный знак и удостоверение к нему. | Постановление Губернатора Московской области от 8 октября 2007 года № 148-ПГ «О знаках Губернатора Московской области» --- Положением о знаке Губернатора Московской области «Благодарю» --- |
|                     | Знак Губернатора Московской области «За труды и усердие»                          | 8 октября 2007 года                                 | Знаком Губернатора Московской области «За труды и усердие» награждаются граждане за добросовестный труд, высокий профессионализм в работе и большой вклад в развитие Московской области. Удостоенным знака Губернатора Московской области «За труды и усердие» вручается нагрудный знак и удостоверение к нему. | Постановление Губернатора Московской области от 8 октября 2007 года № 148-ПГ «О знаках Губернатора Московской области» --- Положением о знаке Губернатора Московской области «За труды и усердие» |
|                     | Знак Губернатора Московской области «За ратную службу»                            | 8 октября 2007 года                                 | Знаком Губернатора Московской области «За ратную службу» награждаются военнослужащие, ветераны военной службы, сотрудники органов внутренних дел, налоговой полиции, федеральной службы безопасности, подразделений по делам гражданской обороны и чрезвычайным ситуациям, таможенных и иных органов, лётный состав гражданской авиации и авиационной промышленности за проявленное мужество и героизм при исполнении воинского, служебного, гражданского долга, защите конституционных прав граждан, а также высокие показатели в служебной деятельности, активное участие в оказании шефской помощи воинским частям. Удостоенным знака Губернатора Московской области «За ратную службу» вручается нагрудный знак и удостоверение к нему. | Постановление Губернатора Московской области от 8 октября 2007 года № 148-ПГ «О знаках Губернатора Московской области» --- Положением о знаке Губернатора Московской области «За ратную службу» |
|                     | Знак Губернатора Московской области «Во славу спорта»                             | 8 октября 2007 года                                 | Знаком Губернатора Московской области «Во славу спорта» награждаются граждане и организации за большой вклад в развитие спорта и достижение высоких спортивных результатов. Удостоенным знака Губернатора Московской области «Во славу спорта» вручается нагрудный знак и удостоверение к нему. | Постановление Губернатора Московской области от 8 октября 2007 года № 148-ПГ «О знаках Губернатора Московской области» --- Положением о знаке Губернатора Московской области «Во славу спорта» |
|                     | Знак Губернатора Московской области «Почётный работник сферы молодёжной политики» | 8 октября 2007 года                                 | Знаком Губернатора Московской области «Почётный работник сферы молодёжной политики» награждаются граждане за большой вклад в реализацию государственной молодёжной политики в Московской области. Удостоенным знака Губернатора Московской области «Почётный работник сферы молодёжной политики» вручается нагрудный знак и удостоверение к нему. | Постановление Губернатора Московской области от 8 октября 2007 года № 148-ПГ «О знаках Губернатора Московской области» --- Положением о знаке Губернатора Московской области «Почётный работник сферы молодёжной политики»                                                                               |
|                     | Орденский знак «Во славу законности»                                              | 30 октября 2003 года --- упразднён 1 июля 2007 года | Награждались граждане за высокие достижения в законотворческой деятельности в Московской области, направленной на улучшение условий жизни людей. | Закон Московской области от 30 октября 2003 года № 137/2003-ОЗ «О внесении изменений и дополнений в Закон Московской области „О наградах и почётных званиях Московской области“» (недоступная ссылка) --- Закон Московской области от 22 декабря 2006 года № 243/2006-ОЗ «О наградах Московской области» |

## Награды Московской областной Думы
| Изображение награды                                             | Наименование награды                                                                                         | Дата учреждения                               | Правила награждения | Источник |
| --------------------------------------------------------------- | --- | --------------------------------------------- | --- | --- |
| с 2009 по 2020 гг. с 2020 года                                  | Почётный знак «За верность Подмосковью»                                                                      | 29 октября 2009 года --- 16 декабря 2020 года | Почётный знак Московской областной Думы «За верность Подмосковью» является высшей наградой Московской областной Думы. Почётный знак учреждён в целях поощрения граждан за особые выдающиеся заслуги перед Московской областью: - в социально-экономическом развитии; - в укреплении российской государственности, парламентаризма, гражданского общества; - в деле защиты прав человека, охраны жизни и здоровья людей; - за деятельность, способствующую развитию и процветанию Московской области. Обязательным условием для награждения почётным знаком «За верность Подмосковью» является наличие стажа работы в Московской области не менее 10 лет. | Постановление от 29 октября 2009 № 17/94-П "Об учреждении почётного знака Московской областной Думы «За верность Подмосковью» --- Постановление от 16 декабря 2020 № 77/134-П «О наградах Московской областной Думы» |
| с 2013 по 2020 гг. с 2020 года I степени II степени III степени | Наградной знак «За службу закону» I, II и III степени                                                        | 28 ноября 2013 года --- 16 декабря 2020 года  | Наградной знак является знаком отличия Московской областной Думы. Наградным знаком награждаются лица, замещающие государственные должности Московской области, лица, замещающие должности государственной гражданской службы Московской области, внесшие вклад в развитие законодательства Московской области. Наградным знаком могут быть награждены лица, замещавшие государственные должности Московской области в Московской областной Думе и уволенные в связи с прекращением полномочий, а также лица, замещавшие должности государственной гражданской службы Московской области в Московской областной Думе и уволенные в связи с выходом на пенсию, внесшие вклад в развитие законодательства Московской области. Обязательным условием для награждения наградным знаком является наличие стажа государственной гражданской службы не менее четырех лет. Лицу, награждённому наградным знаком, вручается наградной знак и удостоверение к наградному знаку, которое подписывается Председателем Московской областной Думы. С 16 декабря 2020 года были введены три степени знака. Высшей степенью является I степень. Награждение знаком производится последовательно от низшей степени к высшей. | Положение о наградном знаке Московской областной Думы «За службу закону» от 28 ноября 2013 г. --- Постановление от 16 декабря 2020 № 77/134-П «О наградах Московской областной Думы» --- |
| с 2007 по 2020 гг. с 2020 года I степени II степени             | Почётный знак «За вклад в развитие законодательства» I и II степени                                          | 24 января 2007 года --- 16 декабря 2020 года  | Знаком Московской областной Думы «За вклад в развитие законодательства» награждаются граждане за вклад в развитие законодательства, гражданского общества, местного самоуправления, государственного строительства, международных парламентских связей и укрепление законности, а также защиту прав и свобод граждан. Знак имеет две степени: знак I степени и знак II степени. Высшей степенью знака является I степень. Лицу, награжденному знаком I степени, вручаются знак на шейной ленте, миниатюрная копия знака I степени и удостоверение к знаку I степени. Лицу, награжденному знаком II степени, вручаются знак II степени и удостоверение к знаку II степени. | Постановление от 24 января 2007 года № 7/206-П "Об учреждении Почётного знака Московской областной Думы «За вклад в развитие законодательства» --- Постановление от 16 декабря 2020 № 77/134-П «О наградах Московской областной Думы» --- |
| с 2009 по 2020 гг. с 2020 года                                  | Почётный знак «За труды»                                                                                     | 9 июля 2009 года --- 16 декабря 2020 года     | Почётный знак Московской областной Думы «За труды» учреждён в целях поощрения граждан: - за многолетний труд и высокое мастерство в области промышленности и связи, строительства и транспорта, торговли и общественного питания, науки и образования, культуры и спорта, здравоохранения, жилищно-коммунального хозяйства, сельского хозяйства, бытового обслуживания и иных сферах; - за достоинство и честь при исполнении гражданского, служебного, воинского долга. Обязательным условием для награждения граждан Почётным знаком является наличие стажа работы не менее 10 лет в соответствующей сфере. Граждане могут быть награждены Почётным знаком в том случае, если они ранее были награждены Почётным знаком Московской областной Думы «За трудовую доблесть», за исключением особых случаев. | Постановление Мособлдумы от 9 июля 2009 года № 19/86-П "Об учреждении Почётного знака Московской областной Думы «За труды» --- |
|                                                                 | Почётный знак «За трудовую доблесть»                                                                         | 17 апреля 2008 года                           | Почётным знаком «За трудовую доблесть» награждаются граждане за добросовестный и безупречный труд, достижения в сфере промышленности и связи, строительства и транспорта, торговли и общественного питания, науки и образования, культуры и спорта, здравоохранения, жилищно-коммунального хозяйства, сельского хозяйства, бытового обслуживания и иных сферах. Обязательным условием для награждения граждан Почётным знаком является наличие стажа работы в соответствующей сфере не менее 10 лет и общего трудового стажа — не менее 15 лет, а также наличие Почётной грамоты Московской областной Думы. В исключительных случаях награждение может быть приурочено к юбилейным датам. | Постановление от 17 апреля 2008 года № 10/40-П "Об учреждении Почётного знака Московской областной Думы «За трудовую доблесть» --- |
|                                                                 | Знак «За заслуги в законотворческой деятельности»                                                            | 22 октября 2003 года                          | Знаком могут быть награждены граждане, осуществляющие свою деятельность на территории Московской области, а также на территории других субъектов Российской Федерации. Основаниями для награждения Знаком являются: существенный вклад гражданина в формирование законодательства Московской области, активное участие в законотворческой деятельности органов государственной власти Московской области. Граждане могут быть награждены знаком в том случае, если они ранее были награждены знаком Московской областной Думы «За содействие закону». Лицу, награждённому Знаком, вручается удостоверение к Знаку, которое подписывается Председателем Московской областной Думы. Повторное награждение Знаком не производится. | Положение о знаке Московской областной Думы «За заслуги в законотворческой деятельности» от 22 октября 2003 года --- |
|                                                                 | Знак «За содействие закону»                                                                                  | 22 сентября 2004 года                         | Основаниями для награждения Знаком «За содействие закону» являются: активное участие граждан в правотворческой деятельности органов государственной власти Московской области и органов местного самоуправления муниципальных образований Московской области, существенный вклад в формирование и реализацию законодательства на территории Московской области. Граждане могут быть награждены знаком в том случае, если они ранее были награждены Почётной грамотой Московской областной Думы. В течение календарного года знаком могут быть награждены не более 20 граждан. Награждённому Знаком вручается удостоверение к Знаку, которое подписывается Председателем Московской областной Думы. Повторное награждение Знаком не производится. | Положение о знаке Московской областной Думы «За содействие закону» от 22 сентября 2004 года --- |
|                                                                 | Почётная грамота Московской областной Думы --- (Наградной знак к Почётной грамоте Московской областной Думы) | 26 января 2005 года --- 16 декабря 2020 года  | Почётная грамота Московской областной Думы является формой поощрения граждан, трудовых коллективов, организаций за заслуги перед Московской областью. Решение о награждении Почётной грамотой оформляется постановлением Московской областной Думы. Основаниями для награждения Почётной грамотой являются: - достижения в области экономики, науки, культуры, воспитания, просвещения и охраны здоровья; - отличия в воинской службе в воинских частях Вооружённых Сил Российской Федерации; - содействие социальной и экономической политике, проводимой органами государственной власти и органами местного самоуправления муниципальных образований Московской области; - достижение высоких результатов в трудовой деятельности; - осуществление мер по обеспечению и защите прав и свобод человека и гражданина, общественного порядка; - особый вклад в развитие законодательства Московской области; - активное участие в благотворительной и общественной деятельности; - юбилейные даты для трудовых коллективов и организаций (10 лет и далее каждые последующие 5 лет с момента образования); - юбилейные даты для граждан (по достижении возраста 50 лет и далее каждые последующие 5 лет). Гражданам, награждённым Почётной грамотой в связи с юбилейными датами, вручается наградной знак к Почётной грамоте. | Постановление от 26 января 2005 года № 7/126-П «О Почётной грамоте Московской областной Думы и утверждении формы Почётной грамоты Московской областной Думы, описания и многоцветного рисунка наградного знака к Почётной грамоте Московской областной Думы» --- Постановление от 16 декабря 2020 № 77/134-П «О наградах Московской областной Думы» --- |
|                                                                 | Юбилейный нагрудный знак «100 лет российскому парламентаризму»                                               | 2006 год                                      | Юбилейный нагрудный знак является знаком отличия Московской областной Думы. Знаком награждаются лица, замещающие государственные должности Московской области в Московской областной Думе, лица, замещающие должности государственной гражданской службы Московской области в Московской областной Думе, лица, замещавшие государственные должности Московской области в Московской областной Думе и уволенные в связи с прекращением полномочий, а также лица, замещавшие должности государственной гражданской службы Московской области в Московской областной Думе и уволенные в связи с выходом на пенсию. Знаком могут быть награждены граждане, осуществляющие свою деятельность на территории Московской области, а также на территории других субъектов Российской Федерации, внесшие вклад в развитие законодательства Московской области, на основании ходатайства о награждении юбилейным нагрудным знаком. | Юбилейный нагрудный знак Московской областной Думы «100 лет российскому парламентаризму» --- |
|                                                                 | Юбилейный нагрудный знак «20 лет Московской областной Думе»                                                  | 27 июня 2013 года                             | Юбилейный нагрудный знак является знаком отличия Московской областной Думы. Знаком награждаются лица, замещающие государственные должности Московской области в Московской областной Думе, лица, замещающие должности государственной гражданской службы Московской области в Московской областной Думе, лица, замещавшие государственные должности Московской области в Московской областной Думе и уволенные в связи с прекращением полномочий, а также лица, замещавшие должности государственной гражданской службы Московской области в Московской областной Думе и уволенные в связи с выходом на пенсию. Знаком могут быть награждены граждане, осуществляющие свою деятельность на территории Московской области, а также на территории других субъектов Российской Федерации, внесшие вклад в развитие законодательства Московской области, на основании ходатайства о награждении юбилейным нагрудным знаком. | Постановление Московской областной Думы от 27 июня 2013 года № 30/57-П «Об учреждении юбилейного нагрудного знака Московской областной Думы "20 лет Московской областной Думе"» --- |
|                                                                 | Юбилейный нагрудный знак «25 лет Московской областной Думе»                                                  | 24 мая 2018 года                              | Юбилейный нагрудный знак является знаком Московской областной Думы, который является знаком отличия в Московской области. Знаком награждаются лица, замещающие государственные должности Московской области в Московской областной Думе, лица, замещающие должности государственной гражданской службы Московской области в Московской областной Думе, лица, замещавшие государственные должности Московской области в Московской областной Думе и уволенные в связи с прекращением полномочий, а также лица, замещавшие должности государственной гражданской службы Московской области в Московской областной Думе и уволенные в связи с выходом на пенсию. Юбилейным нагрудным знаком могут быть награждены граждане, осуществляющие свою деятельность на территории Московской области, а также на территории других субъектов Российской Федерации, внесшие вклад в развитие законодательства Московской области, на основании ходатайства о награждении юбилейным нагрудным знаком. | Постановление Московской областной Думы от 24 мая 2018 года № 19/53-П «Об учреждении юбилейного нагрудного знака Московской областной Думы "25 лет Московской областной Думе"» |

## Упразднённые награды
Упразднённые награды Московской области — награды Московской области которыми производились награждения вплоть до 24 июля 2014 года. В соответствии с Законом Московской области от 24 июля 2014 года № 104/2014-ОЗ «О наградах Московской области» данные награды были упразднены.
Согласно Закону от 24 июля 2014 года № 104/2014-ОЗ, награды Московской области, присвоенные до вступления в силу Закона, а также правовые последствия, связанные с присвоением наград, были сохранены.
До 24 июля 2014 года в Московской области действовали следующие виды наград:

### Высшая награда
| Изображение награды | Наименование награды                                                                                       | Дата учреждения                                                          | Правила награждения | Источник                                                                                       |
| ------------------- | --- | ------------------------------------------------------------------------ | --- | ---------------------------------------------------------------------------------------------- |
|                     | Почётное звание «Почётный гражданин Московской области» --- (Знак «Почётный гражданин Московской области») | 22 декабря 2006 года --- статут и внешний вид обновлён 24 июля 2014 года | Почётное звание присваивается за особо выдающиеся заслуги в социально-экономическом развитии Московской области, в деле защиты прав человека, охраны жизни и здоровья людей, укрепления мира и согласия в обществе, за деятельность, способствующую развитию и процветанию Московской области, повышению её авторитета в Российской Федерации и за пределами Российской Федерации. Гражданину, удостоенному Почётного звания, вручаются знак на ленте, нагрудный знак, удостоверение к Почётному званию и Грамота к Почётному званию. | Закон Московской области от 22 декабря 2006 года № 243/2006-ОЗ «О наградах Московской области» |

### Ордена
| Изображение награды | Наименование награды        | Дата учреждения                                      | Правила награждения | Источник                                                                                       |
| ------------------- | --------------------------- | ---------------------------------------------------- | --- | ---------------------------------------------------------------------------------------------- |
|                     | Орден Ивана Калиты          | 22 декабря 2006 года --- упразднён 24 июля 2014 года | Орденом Ивана Калиты награждаются граждане: - за исключительные заслуги, способствующие процветанию Московской области и её населения. - граждане, ранее удостоившиеся медали ордена Ивана Калиты. Гражданину, награждённому орденом Ивана Калиты, вручаются орден, удостоверение к ордену и Грамота к ордену. | Закон Московской области от 22 декабря 2006 года № 243/2006-ОЗ «О наградах Московской области» |
|                     | Орден «Во славу законности» | 22 декабря 2006 года --- упразднён 24 июля 2014 года | Орденом «Во славу законности» награждаются граждане за высокие достижения в законотворческой деятельности. Гражданину, награждённому орденом «Во славу законности», вручаются орден «Во славу законности», удостоверение к ордену и Грамота к ордену.                                                          | Закон Московской области от 22 декабря 2006 года № 243/2006-ОЗ «О наградах Московской области» |

### Медали
| Изображение награды | Наименование награды           | Дата учреждения                                       | Правила награждения | Источник                                                                                       |
| ------------------- | ------------------------------ | ----------------------------------------------------- | --- | ---------------------------------------------------------------------------------------------- |
|                     | Медаль ордена Ивана Калиты     | 22 декабря 2006 года --- упразднена 24 июля 2014 года | Медалью ордена Ивана Калиты, награждаются граждане: - за образцовое исполнение гражданского, служебного, воинского долга; - за достижения в различных областях трудовой деятельности; - за укрепление законности и правопорядка, обеспечение общественной безопасности в Московской области. Гражданину, награждённому медалью ордена Ивана Калиты, вручается медаль ордена Ивана Калиты и удостоверение к медали ордена. | Закон Московской области от 22 декабря 2006 года № 243/2006-ОЗ «О наградах Московской области» |
|                     | Медаль «За безупречную службу» | 22 декабря 2006 года --- упразднена 24 июля 2014 года | Медалью «За безупречную службу» награждаются граждане: - замещающие государственные должности Московской области, государственные гражданские служащие Московской области, лица, замещающие должности государственной гражданской службы Российской Федерации в территориальных органах федеральных органов исполнительной власти по Московской области, лица, занимающие муниципальные должности и муниципальные служащие Московской области за заслуги, принесшие существенную пользу Московской области и имеющие стаж работы в органах государственной власти Московской области, государственных органах Московской области и органах местного самоуправления Московской области не менее 10 лет. Гражданину, награждённому медалью «За безупречную службу», вручается медаль «За безупречную службу» и удостоверение к медали. | Закон Московской области от 22 декабря 2006 года № 243/2006-ОЗ «О наградах Московской области» |

### Знаки отличия
| Изображение награды | Наименование награды                                | Дата учреждения                                      | Правила награждения | Источник                                                                                       |
| ------------------- | --------------------------------------------------- | ---------------------------------------------------- | --- | ---------------------------------------------------------------------------------------------- |
|                     | Знак отличия «За заслуги перед Московской областью» | 22 декабря 2006 года --- упразднён 24 июля 2014 года | Знаком отличия «За заслуги перед Московской областью» награждаются граждане: - за высокие достижения в государственной, производственной, научно-исследовательской, социально-культурной, общественной и благотворительной деятельности, позволившей существенным образом улучшить условия жизни населения Московской области. - проявившие особое мужество и героизм при выполнении служебного долга, своими действиями спасшие жизни людей. Гражданину, награждённому знаком отличия «За заслуги перед Московской областью», вручается знак отличия «За заслуги перед Московской областью» и удостоверение к знаку отличия. | Закон Московской области от 22 декабря 2006 года № 243/2006-ОЗ «О наградах Московской области» |
|                     | Знак отличия «Материнская слава»                    | 22 декабря 2006 года --- упразднён 24 июля 2014 года | Знаком отличия «Материнская слава» награждаются женщины, проживающие в Московской области, родившие и достойно воспитывающие пять и более несовершеннолетних детей. Награждённой знаком отличия «Материнская слава» вручаются знак отличия «Материнская слава» и удостоверение к знаку отличия. | Закон Московской области от 22 декабря 2006 года № 243/2006-ОЗ «О наградах Московской области» |

### Почётные звания
| Изображение награды | Наименование награды               | Дата учреждения                                                          | Правила награждения | Источник                                                                                       |
| ------------------- | ---------------------------------- | ------------------------------------------------------------------------ | --- | ---------------------------------------------------------------------------------------------- |
|                     | Почётные звания Московской области | 22 декабря 2006 года --- статут и внешний вид обновлён 24 июля 2014 года | Почётные звания присваиваются деятелям науки, артистам, архитекторам, работникам бытового обслуживания, дорожного хозяйства, ЖКХ, здравоохранения, культуры, образования, охраны природы, печати, промышленности, связи, сельского хозяйства, социальной защиты, торговли, транспорта, физической культуры, строителям, экономистам и юристам, внёсшим значительный вклад в сфере своей профессиональной деятельности. Удостоенным почётных званий Московской области вручается соответствующий нагрудный знак и удостоверение к нему. | Закон Московской области от 22 декабря 2006 года № 243/2006-ОЗ «О наградах Московской области» |